# إسوبول
بلدية إسوبول (بالإسبانية: Isóbol) هي بلدية تقع في مقاطعة جرندة التابعة لمنطقة كتالونيا شمال شرق إسبانيا.

## الديموغرافيا
بلغ عدد سكان بلدية إسوبول 322 نسمة عام 2011 (وفقاً للمعهد الوطني الإسباني للإحصاء).
| 189 | 198 | 198 | 231 | 278 | 289 | 322 |